# In Living Color
In Living Color is een Amerikaans sketchprogramma dat tussen 15 april 1990 en 19 mei 1994 op Fox werd uitgezonden.
In de show werden korte sketches, parodieën en muziek uitgevoerd met een nadruk op Afro-Amerikaanse cultuur. In Living Color was het geesteskind van Keenen Ivory Wayans, die de serie tussen 1990 en 1992 ook schreef en produceerde. Wayans en zijn broers Damon, Shawn en Marlon vertolkten een aantal terugkerende rollen; andere personages werden onder meer gespeeld door Jim Carrey en Jamie Foxx, wier carrières door de show werden gelanceerd. Ook de carrière van Jennifer Lopez werd gelanceerd door In Living Color; ze was in 1990 een van de fly girls, de danseressen van het programma.
Enkele terugkerende elementen waren de sketches Homey D. Clown (Damon Wayans) en Fire Marshal Bill (Jim Carrey). De serie werd in Nederland door de VPRO uitgezonden.